# الدوار السحري
الدوار السحري: (أصل التسمية بالفرنسية Le Manège enchanté)هو برنامج أطفال تلفزيوني فرنسي - بريطاني تم أنتاجه في فرنسا عام 1963.ابتكرته سيرج دانوت بمساعدة ايفور وود، وزوجة ايفور وود الفرنسية (جوزيان). تم عرض البرنامج بين عامين 1963 و1973 علي قناة ORTF، بالأبيض والأسود.

## وصلات خارجية
- الدوار السحري على موقع IMDb (الإنجليزية)
- الدوار السحري على موقع كينوبويسك (الروسية)
- الدوار السحري على موقع ألو سيني (الفرنسية)
- الدوار السحري على موقع قاعدة بيانات الفيلم (الإنجليزية)

- صفحته علي قاعدة بيانات الأفلام العالمية